# Corinna pictipes
Corinna pictipes är en spindelart som beskrevs av Banks 1909. Corinna pictipes ingår i släktet Corinna och familjen flinkspindlar.
Artens utbredningsområde är Costa Rica. Inga underarter finns listade i Catalogue of Life.